# Willum Mechlenburg
Willum Mechlenburg, også Wilhelm Mechlenborg (født 20. marts 1615 i Haderslev, død 3. november 1677 i Drammen) var lensherre til Eiker len 1652 - 1663. 
Han var en søn af Carsten Mechlenburg (født efter 1564 i Flensborg-1618 Haderslev) og (~1601 i Haderslev) og Margaretha Schnell (1574-1647), datter af Johann Schnell og Anna Reimers og altså en søster til Magdalene Schnell, som før 1639 blev gift med Henning Stockfleth. Margarethe Schnell havde 1 . gang været gift fra 1591 med tolderen Niels NN (1566-1596), hvis stilling blev brugt som et slægtsnavn vistnok allerede af ham og i hvert fald af sønnen Niels Nielsen Toller (efter 1591 Haderslev-1642 Christiania), borgmester i Christiania, som byen hed fra 1624, og som i 1591 blev gift med Karen Davidsdatter Lucht (1596-1649), tolderdatter fra Helsingør. Disses søn Niels Toller den yngre (1624-76) (se Toller (slægt)), assessor i overhoffretten og viselagmand i Tønsberg, blev gift med Kirsten Andersdatter Tonsberg (+ 1701), hvis broder Mathias de Tonsberg blev gift med Anne Cathrine Mechlenburg, datter af netop Wilhelm eller Willum M. (1649-1745), som i 1644 var blevet gift i Dunkerque med Isabella de Brier (1619 Antwerpen-1677). 
Han havde flere offentlige stillinger, bl.a. landkommissær, og assistensråd i Overhofretten.
Han blev begravet i Strømsø kirke i Drammen.
Døtrene Anna Cathrine og Isabella var gift med henholdsvis Mathias de Tonsberg (som nævnt) og Christian Stockfleth.
1. ↑  Weidling side 246
2. ↑  Weidling side 306
3. ↑  Weidling side 295

- Weidling, Tor (2000). Eneveldets menn i Norge: Sivile sentralorganer og embetsmenn 1660-1814. Oslo: Riksarkivet / Messel Forlag. ISBN 8254800650.